# مدينة يوشو، تشينغهاي
مدينة يوشو، تشينغهاي (بالصينية: 玉树市) هي مدينة على مستوى مقاطعة، في الصين، تقع في يوشو، بلغ عدد سكانها 120,447 نسمة، عاصمتها Gyêgu ‏، تبلغ مساحتها 13,462 كيلومتر مربع، رمزها البريدي هو 815000.

## المناخ
يظهر الجدول التالي التغييرات المناخية على مدار السنة لمدينة يوشو، تشينغهاي:
| البيانات المناخية لـمدينة يوشو، تشينغهاي | البيانات المناخية لـمدينة يوشو، تشينغهاي | البيانات المناخية لـمدينة يوشو، تشينغهاي | البيانات المناخية لـمدينة يوشو، تشينغهاي | البيانات المناخية لـمدينة يوشو، تشينغهاي | البيانات المناخية لـمدينة يوشو، تشينغهاي | البيانات المناخية لـمدينة يوشو، تشينغهاي | البيانات المناخية لـمدينة يوشو، تشينغهاي | البيانات المناخية لـمدينة يوشو، تشينغهاي | البيانات المناخية لـمدينة يوشو، تشينغهاي | البيانات المناخية لـمدينة يوشو، تشينغهاي | البيانات المناخية لـمدينة يوشو، تشينغهاي | البيانات المناخية لـمدينة يوشو، تشينغهاي | البيانات المناخية لـمدينة يوشو، تشينغهاي |
| الشهر                                    | يناير                                    | فبراير                                   | مارس                                     | أبريل                                    | مايو                                     | يونيو                                    | يوليو                                    | أغسطس                                    | سبتمبر                                   | أكتوبر                                   | نوفمبر                                   | ديسمبر                                   | المعدل السنوي                            |
| ---------------------------------------- | ---------------------------------------- | ---------------------------------------- | ---------------------------------------- | ---------------------------------------- | ---------------------------------------- | ---------------------------------------- | ---------------------------------------- | ---------------------------------------- | ---------------------------------------- | ---------------------------------------- | ---------------------------------------- | ---------------------------------------- | ---------------------------------------- |
| الدرجة القصوى °م (°ف)                    | 17.6 (63.7)                              | 15.6 (60.1)                              | 23.9 (75.0)                              | 26.1 (79.0)                              | 34.1 (93.4)                              | 35.7 (96.3)                              | 36.8 (98.2)                              | 34.4 (93.9)                              | 33.7 (92.7)                              | 25.2 (77.4)                              | 18.5 (65.3)                              | 15.0 (59.0)                              | 36.8 (98.2)                              |
| الحد الأقصى المتوسط °م (°ف)              | 9.5 (49.1)                               | 11.0 (51.8)                              | 15.4 (59.7)                              | 18.9 (66.0)                              | 22.5 (72.5)                              | 25.0 (77.0)                              | 25.8 (78.4)                              | 25.7 (78.3)                              | 23.7 (74.7)                              | 19.9 (67.8)                              | 12.6 (54.7)                              | 9.9 (49.8)                               | 26.9 (80.4)                              |
| متوسط درجة الحرارة الكبرى °م (°ف)        | 2.7 (36.9)                               | 4.8 (40.6)                               | 8.8 (47.8)                               | 12.5 (54.5)                              | 16.0 (60.8)                              | 18.7 (65.7)                              | 20.7 (69.3)                              | 20.4 (68.7)                              | 17.7 (63.9)                              | 12.6 (54.7)                              | 7.3 (45.1)                               | 3.6 (38.5)                               | 12.2 (53.9)                              |
| المتوسط اليومي °م (°ف)                   | −5.8 (21.6)                              | −3.1 (26.4)                              | 1.3 (34.3)                               | 5.1 (41.2)                               | 9.0 (48.2)                               | 12.4 (54.3)                              | 14.2 (57.6)                              | 13.6 (56.5)                              | 11.0 (51.8)                              | 5.6 (42.1)                               | −0.8 (30.6)                              | −5.0 (23.0)                              | 4.8 (40.6)                               |
| متوسط درجة الحرارة الصغرى °م (°ف)        | −14.2 (6.4)                              | −10.9 (12.4)                             | −6.1 (21.0)                              | −2.3 (27.9)                              | 1.9 (35.4)                               | 6.0 (42.8)                               | 7.6 (45.7)                               | 6.6 (43.9)                               | 4.2 (39.6)                               | −1.5 (29.3)                              | −8.9 (16.0)                              | −13.6 (7.5)                              | −2.6 (27.3)                              |
| الحد الأدنى المتوسط °م (°ف)              | −20.9 (−5.6)                             | −18.2 (−0.8)                             | −13.6 (7.5)                              | −7.9 (17.8)                              | −3.3 (26.1)                              | 0.5 (32.9)                               | 2.2 (36.0)                               | 1.2 (34.2)                               | −1.8 (28.8)                              | −8.2 (17.2)                              | −14.7 (5.5)                              | −19.9 (−3.8)                             | −21.7 (−7.1)                             |
| أدنى درجة حرارة °م (°ف)                  | −30 (−22)                                | −28.3 (−18.9)                            | −19.5 (−3.1)                             | −12.8 (9.0)                              | −11.6 (11.1)                             | −4.8 (23.4)                              | −1.9 (28.6)                              | −2.3 (27.9)                              | −7.9 (17.8)                              | −14.3 (6.3)                              | −20.6 (−5.1)                             | −27.6 (−17.7)                            | −30 (−22)                                |
| الهطول مم (إنش)                          | 3.7 (0.15)                               | 4.5 (0.18)                               | 9.0 (0.35)                               | 16.6 (0.65)                              | 55.2 (2.17)                              | 99.6 (3.92)                              | 97.2 (3.83)                              | 87.3 (3.44)                              | 72.8 (2.87)                              | 30.4 (1.20)                              | 3.4 (0.13)                               | 2.1 (0.08)                               | 481.8 (18.97)                            |
| متوسط أيام هطول الأمطار                  | 1.30                                     | 1.60                                     | 2.43                                     | 4.73                                     | 11.40                                    | 16.80                                    | 16.13                                    | 13.43                                    | 13.73                                    | 6.70                                     | 1.00                                     | 0.50                                     | 89.75                                    |
| المصدر: Météo Climat                     |                                          |                                          |                                          |                                          |                                          |                                          |                                          |                                          |                                          |                                          |                                          |                                          |                                          |

## التقسيمات الإدارية
- Gyêgu [الإنجليزية]‏
- Peltang  [لغات أخرى]‏.